# Baltimore Bohemians
El Baltimore Bohemians es un equipo de fútbol de los Estados Unidos que juega en la USL Premier Development League, la cuarta liga de fútbol más importante del país.

## Historia
Fue fundado en el año 2011 en la ciudad de Baltimore, Maryland con el fin de ocupar el lugar que dejó el Crystal Palace Baltimore, el cual desapareció un año antes. Los colores del club son oro, negro y rojo, los mismos de la bandera del estado de Maryland.
Fueron uno de los equipos de expansión de la liga en el 2012, mismo año en el que se afiliaron al DC United de la MLS, y un año después se afiliaron al Bohemian F.C. de Irlanda con el fin de intercambiar jugadores.

## Entrenadores
- Steve Nichols (2012-14)[4][5]
- Santino Quaranta (2014-)[6]

## Jugadores

### Jugadores destacados
- Christian Barreiro
- Pete Caringi
- Milovan Kapor
- Christiano François
- Seth Moses
- Hugh Roberts
- London Woodberry